# Eupithecia edwardsi
Euphitecia edwardsi es una especie de polilla de la familia Geometridae. La especie fue descrita por primera vez por David Stephen Fletcher habiendo sido descrita en 1951, con distribución en Uganda. El holotipo de la especie fue descrita en el valle de Namwamba en la serranía de Ruwenzori, a una altitud de 10 200 pies (3109,0 m) sobre el nivel del mar.